# Jasper County (Illinois)
Das Jasper County ist ein County im US-amerikanischen Bundesstaat Illinois. Im Jahr 2010 hatte das County 9698 Einwohner und eine Bevölkerungsdichte von 7,6 Einwohnern pro Quadratkilometer. Der Sitz der Countyverwaltung (County Seat) ist in Newton.

## Geografie

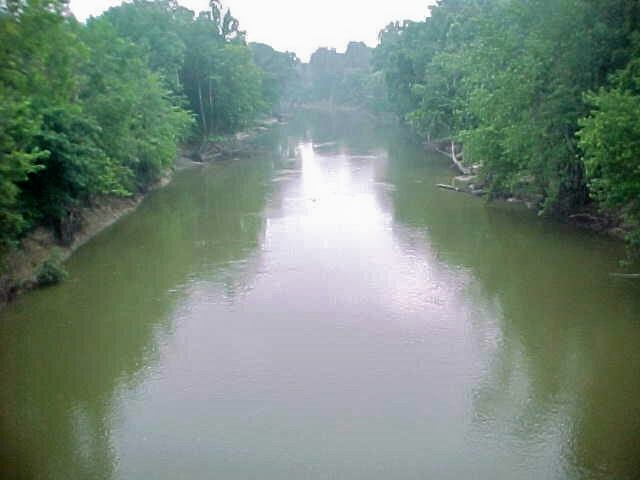
Embarras River

Das County liegt im Südosten von Illinois und wird vom Embarras River durchflossen. Es hat eine Fläche von 1290 Quadratkilometern, wovon neun Quadratkilometer Wasserfläche sind. An das Jasper County grenzen folgende Nachbarcountys:
|                  | Cumberland County | Clark County    |
| Effingham County |                   | Crawford County |
| Clay County      | Richland County   |                 |

## Geschichte
Das Jasper County wurde am 15. Februar 1831 aus Teilen des Crawford County und des Clark County gebildet und nach William Jasper benannt, einem Sergeant und Kriegshelden im Amerikanischen Unabhängigkeitskrieg.
Der offizielle Landverkauf an weiße Siedler begann bereits am 7. April 1820.

## Demografische Daten
Nach der Volkszählung im Jahr 2010 lebten im Jasper County 9698 Menschen in 3985 Haushalten. Die Bevölkerungsdichte betrug 7,6 Einwohner pro Quadratkilometer. In den 3985 Haushalten lebten statistisch je 2,42 Personen.
Ethnisch betrachtet setzte sich die Bevölkerung zusammen aus 98,4 Prozent Weißen, 0,3 Prozent Afroamerikanern, 0,2 Prozent amerikanischen Ureinwohnern, 0,3 Prozent Asiaten sowie aus anderen ethnischen Gruppen; 0,8 Prozent stammten von zwei oder mehr Ethnien ab. Unabhängig von der ethnischen Zugehörigkeit waren 0,9 Prozent der Bevölkerung spanischer oder lateinamerikanischer Abstammung.
22,5 Prozent der Bevölkerung waren unter 18 Jahre alt, 59,9 Prozent waren zwischen 18 und 64 und 17,6 Prozent waren 65 Jahre oder älter. 50,2 Prozent der Bevölkerung war weiblich.

Das jährliche Durchschnittseinkommen eines Haushalts lag bei 47.731 USD. Das Pro-Kopf-Einkommen betrug 22.917 USD. 7,6 Prozent der Einwohner lebten unterhalb der Armutsgrenze.

## Ortschaften im Jasper County
City
- Newton

Villages
| - Hidalgo - Rose Hill - Ste. Marie | - Wheeler - Willow Hill - Yale |

Unincorporated Communities
| - Advance - Bogota - Boos - Falmouth | - Gila - Hunt City - Island Grove - Latona | - Lis - Rafetown - West Liberty |

## Gliederung
Das Jasper County ist in elf Townships eingeteilt:
| Township               | Einwohner (2010) | FIPS     |
| ---------------------- | ---------------- | -------- |
| Crooked Creek Township | 721              | 17-17653 |
| Fox Township           | 512              | 17-27390 |
| Grandville Township    | 372              | 17-30887 |
| Grove Township         | 618              | 17-31888 |
| Hunt City Township     | 282              | 17-36659 |
| North Muddy Township   | 777              | 17-54001 |

| Township             | Einwohner (2010) | FIPS     |
| -------------------- | ---------------- | -------- |
| Ste. Marie Township  | 551              | 17-66803 |
| Smallwood Township   | 411              | 17-70200 |
| South Muddy Township | 340              | 17-71084 |
| Wade Township        | 4475             | 17-78357 |
| Willow Hill Township | 639              | 17-82023 |
|                      |                  |          |